# Progressive Liberal Party
Progressive Liberal Party (PLP) är ett politiskt parti på Bahamas. Det är ett socialliberalt parti bildat 1953.